# ホットハウス・フラワーズ
ホットハウス・フラワーズ（Hothouse Flowers）は、アイルランドのロックバンドである。作品の随所にアイルランドの民族楽器を用い、また時折、母語であるゲール語の歌詞を歌うこともある。ロック・R＆B・トラッド・フォークを軸に即興性に溢れた骨太な演奏を行う。
バンドのフロントマンであり天性のパフォーマーであるリアムのソウルフルなボーカルも魅力。
人間味溢れる楽曲や生命力溢れるライブパフォーマンスは観客を魅了し、魂を揺さぶる。
アイルランドの国民的なバンドで精力的にテレビ出演、ライブ活動を行う。

## 経歴
バンドの原点は、ゲール語小学校の同級生だったリアムとフィアクナが、アイルランドの伝統楽器を使って国内のトラッド音楽コンテストに出場しまくり、また街頭演奏を精力的に行っていたこと。その後、残りのオリジナルメンバーが続々と加わり、ホットハウス・フラワーズを結成した。
彼らの音楽に注目したのがU2のボノで、彼が設立したマザーレコードからデビューシングル「Love don't work this way」を発表した（1987年）。そしてロンドン・レコードと契約を結び、1988年に1stアルバム『ピープル』でメジャーデビューを果たした。
1989年 日本初来日公演。
その1stアルバムは全英チャート2位にランクインされるなど順調な滑り出しをみせたが、3rdアルバム『ソングス・フロム・ザ・レイン』発表後、リアムの父親が死去したことなどから、バンドとしての活動を休止した。
5年間の休止の後、リアム・フィアクナ・ピーターの3人でふたたび活動を再開。なお、4thアルバム『ボーン』までは日本国内でも発売されたが、最新作Into Your Heartの国内盤の発売は見送られている。
2018年 6枚目のアルバム Let's Do This Thingを発表。FUJI ROCK FESTIVAL'18に出演及び東京公演を行う。
2019年 10月 リアム・フィアクナ・ピーターのトリオ編成による東京公演行う。

## メンバー
現在
- リアム・オ・メンリィ Liam O' Maonlai　ボーカル・ピアノ・ハモンドオルガン・バウロン・アイリッシュハープ・ティンホイッスル
- フィアクナ・オブラニアン Fiachna O' Braonain　ギター・ティンホイッスル・ボーカル
- ピーター・オトゥール Peter O'Toole　ベース・ブズーキ・ボーカル
- デイヴ・クラーク Dave Clarke　ドラム・パーカッション・ボーカル
- マーティン・ブランデン Martin Brunsden アップライトベース・ボーカル

以下の2名はオリジナルメンバーだが現在は脱退している。
- レオ・バーンズ Leo Barnes　サックス・キーボード
- ジェリー・フィーリー Jerry Fehily　ドラム・パーカッション

旧メンバー
- デイヴ・パールマン Dave Pearlman　ペダルスティールギター
- リッチ・アームストロング Rich Armstrong　トランペット・フリューゲルホルン

## 作品リスト
オリジナルアルバムは以下のとおり。
- ピープル People（1988年　P32-20078）
- ホーム Home（1990年　POCD-1010）
- ソングス・フロム・ザ・レイン Songs From The Rain（1993年　POCD-1090）
- ボーン Born（1998年　POCD-1274）
- Into Your Heart（2004年　RWXCD05）
- Let's Do This Thing (2018年 VITO-128)

## 備考
- リアムは、北アイルランド出身のアンディ・ホワイト、ニュージーランド出身のティム・フィンとの交流から「ALT」というユニットを結成。1995年2月のオーストラリア・ニュージーランド・ツアー、同6月にはアルバム「altitude」を発売、そしてさらにワールド・ツアーまで行なっている（1998年12月には日本公演も行なわれた）。